# 877
Năm 877 là một năm trong lịch Julius.